# Praški grad
Praški grad (češko Pražský hrad) je grajski kompleks v Pragi na Češkem, ki datira v 9. stoletje in je uradna rezidenca predsednika Češke republike. Grad je bil sedež moči čeških kraljev, svetih rimskih cesarjev in predsednikov Češkoslovaške. Češki kronski dragulji so shranjeni v skriti sobi v gradu.
Glede na Guinnessovo knjigo rekordov je največji starodavni grad na svetu, saj zaseda skoraj 70.000 m², je približno 570 metrov dolg in v povprečju približno 130 metrov širok.

## Zgodovina
Zgodovina gradu sega v leto 870 z gradnjo prve obzidane stavbe, cerkve device Marije. Bazilika svetega Jurija in bazilika svetega Vida sta bili ustanovljeni pod vladavino Vratislava in njegovega sina svetega Vaclava v prvi polovici 10. stoletja.
Prvi samostan na Češkem je bil ustanovljen na gradu poleg cerkve svetega Jurija. Romanska palača je bila zgrajena v 12. stoletju. V 14. stoletju je bila pod vladavino Karla IV. kraljeva palača prezidana v gotskem slogu in grajske utrdbe okrepljene. Namesto rotunde in stolnice svetega Vida so začeli graditi mogočne gotske cerkve, ki so bile dokončane skoraj šest stoletij pozneje.
Med husitskimi vojnami in v naslednjih desetletjih grad ni bil naseljen. Leta 1485 je češki kralj Vladislav II. Madžarski – Jagelonski začel obnovo gradu. Kraljevi palači je bila dodana masivna Vladislavova dvorana (zgradil jo je Benedikt Rejt). Novi obrambni stolpi so bili zgrajeni tudi na severni strani gradu.
Leta 1541 je požar uničil velik del gradu. Habsburžani so dodali nekaj novih stavb v renesančnem slogu. Ferdinand I. Habsburški je zgradil Belvedere kot poletno palačo za svojo ženo Ano. Rudolf II. je uporabljal praški grad za svoje glavno prebivališče. Zgradil je severno krilo palače s špansko dvorano, v kateri so razstavljene njegove dragocene umetniške zbirke.
Druga praška defenestracija leta 1618 je bila začetek češkega upora. V vojnah je bil grad poškodovan in slabem stanju. Velik del zbirke Rudolfa II. so izropali Švedi leta 1648 v bitki za Prago (1648), ki je bila končno dejanje tridesetletne vojne.
Zadnja večja obnova gradu je bila pod cesarico Marijo Terezijo v drugi polovici 18. stoletja. Po njeni abdikaciji leta 1848 in nasledstvu njenega nečaka Franca Jožefa na prestolu je nekdanji cesar Ferdinand I. na gradu našel svoj dom.
Leta 1918 je grad postal sedež predsednika nove Češkoslovaške republike T. G. Masaryka. Nova kraljeva palača in vrtovi so bili obnovljeni pod vodstvom slovenskega arhitekta Jožeta Plečnika. V tem obdobju je bila končana tudi stolnica svetega Vida (28. septembra, leta 1929). Prenovo je leta 1936 nadaljeval Plečnikov naslednik Pavel Janak.
15. marca 1939, kmalu po prihodu nacističnega režima, ko je močno oborožen nekdanji češki predsednik Emil Hácha (ki je doživel srčni napad med pogajanji) predal svoj narod Nemcem, je Adolf Hitler preživel noč v praškem gradu, "ponosno je kazal svojo novo posest".  Med nacistično zasedbo Češkoslovaške v drugi svetovni vojni je grad postal sedež Reinharda Heydricha, guvernerja Češke in Moravske. 27. maja 1942, manj kot leto dni po prevzemu oblasti, so Heydricha napadli v Britaniji usposobljeni slovaški in češki komandosi, ko se je peljal na grad. Umrl je zaradi ran (ki so se okužile) čez teden dni.  Nacisti so izvedli krute represalije. 

### Po drugi svetovni vojni
Po osvoboditvi Češkoslovaške so bili v gradu uradi komunistične češkoslovaške vlade; delno so predelali Plečnikove prostore. Med žametno revolucijo se je Aleksander Dubček, vodja Češkoslovaške, v praški pomladi pojavil na balkonu s pogledom na Venčeslavov trg in slišal množice protestnikov, ki so kričali: "Dubček na grad!" Silili so ga, naj prevzame mesto predsednika države na praškem gradu, kar je sprejel in imel rezidenco za simbol demokratične svobode.

### Po obdobju komunizma in razdružitvi s Slovaško
Ko se je Češkoslovaška razdelila na Češko in Slovaško, je grad postal sedež vodje države nove Češke republike. Kot je  Masaryk prosil Plečnika, je predsednik Václav Havel prosil Bořka Šipka, naj bo arhitekt pokomunistične Prage in na gradu prenovi, kar je potrebno, zlasti slikarsko galerijo.

## Arhitekturni slogi
Grajske stavbe predstavljajo skoraj vse arhitekturne sloge zadnjega tisočletja. Praški grad vključuje gotsko stolnico svetega Vida, romansko baziliko svetega Jurija, samostan in več palač, vrtove in obrambne stolpe. Večina območja gradu je dostopna turistom. Danes je v gradu več muzejev, tudi zbirka Narodne galerije češkega baroka in manieristične umetnosti, razstave so posvečene češki zgodovini, muzej igrač in galerija slik praškega gradu, ki temelji na zbirki Rudolfa II. Na dvorišču Grajske  palače je vsako leto Shakespearjev poletni festival.
Soseska okoli praškega gradu se imenuje Hradčani.

### Cerkve
- Stolnica svetega Vida (Katedrála svatého Víta, Václava a Vojtěcha)
- Bazilika svetega Jurija (Bazilika svatého Jiří) in samostan (Klášter svatého Jiří), najstarejša ohranjena cerkvena stavba
- Cerkev vseh svetih (Chrám Všech svatých)
- Kapela svetega Križa (Kaple svatého Kříže)

### Palače
- Stara kraljeva palača (Starý královský palác)
- Belvedere ali poletna palača kraljice Ane (Letohrádek královny Anny)
- Lobkovičeva palača Lobkovický (Lobkovický palác), (ne smemo je zamenjati z nemško ambasado v Mali strani)
- Nova kraljeva palača (Nový královský palác)

### Dvorane
- Dvorana stebrov (Sloupová síň Pražského hradu)
- Španska dvorana (Španělský sál), Rudolfova galerija (Rudolfova galerie) in Rothmajerjeva dvorana (Rothmayerův sál)
- Vladislavova dvorana (Vladislavský sál)

### Druge zgradbe
- Stolp Daliborka
- Smodniški stolp (Prašná věž ali Mihulka)
- Zlata ulica (Zlatá ulička)
- Grajska hiša (Purkrabství)
- Míčovna (dvorana za igro z žogo)
- Jahalna šola (Jízdárna Pražského hradu)
- Stara rezidenca predstojnika (Staré proboštství)
- Nova rezidenca predstojnika (Mockerovy domy)

### Vrtovi
- Kraljevi vrt (Královská zahrada)
- Terasast vrt šole jahanja (Zahrada Na terase Jízdárny)
- Vrt na bastijonu (Zahrada Na Baště)
- Južni vrt (Jižní zahrady)
  - Rajski vrt (Rajská zahrada)
  - Vrt na okopih (Zahrada Na Valech)
  - Hartigovski vrt (Hartigovská zahrada)
- Jelenji jarek (Jelení příkop)

## Popularna kultura
Na praškem gradu se dogaja druga raven videoigre Indiana Jones in cesarjeva grobnica.
Omenjen je tudi v videoigri Assassin's Creed IV Black Flag kot skrita datoteka, ki jo najdemo v računalniku na Abstergo Entertainment. 